# Brandpunt (televisieprogramma)
Brandpunt is een journalistiek programma van de KRO dat van 1959 tot 1996 werd uitgezonden als actualiteitenrubriek om in 1996 met de rubrieken Hier en Nu (NCRV) en Televizier (AVRO) samengevoegd te worden tot Netwerk. Door een herindeling van de actualiteiten- en achtergrondprogramma's keerde met ingang van 12 september 2010 de titel Brandpunt terug. Dit duurde tot 2018, toen de stekker uit het programma ging.

## Geschiedenis
Brandpunt was van 1959 tot 1996 een grotendeels succesvolle Nederlandse actualiteitenrubriek. Het kenmerkte zich door veel aandacht voor onafhankelijke, kritische journalistiek, door aandacht voor onderwerpen als sociale rechtvaardigheid en vernieuwing, onder meer in de Rooms-Katholieke Kerk (het Tweede Vaticaans Concilie vond plaats van 1962 tot 1965). Veel aandacht was er ook voor de oorlog in Vietnam, de hongersnoden in Biafra en India, de Watergate-affaire en het aftreden van de Amerikaanse president Nixon, de sociale en religieuze vernieuwing in Nederland en in Zuid-Amerika, maar ook voor de seksuele revolutie. Een verslag van de musical Oh! Calcutta!, gespeeld door naakte acteurs, leidde tot Kamervragen.
Het programma begon als een rechtstreeks maandelijks programma van veertig minuten op zaterdagavond na het NOS-journaal van acht uur. In 1962 ging de frequentie omhoog naar tweemaal per maand en kreeg het programma een journalistiekere formule. Ten slotte werd Brandpunt wekelijks uitgezonden. Bekende verslaggevers in deze roemruchte fase van het programma waren Aad van den Heuvel, Frits van der Poel, Ed van Westerloo, Charl Schwietert en Ad Langebent.
Een reportage van Willibrord Frequin over de vermeende handel in mensenhoofden bleek desastreus voor het programma. De Amsterdamse politie betitelde de reportage als nepnieuws.
Het programma werd altijd afgesloten met een actueel kritische uitspraak, standaard gevolgd door de mededeling: "Dit was Brandpunt, goedenavond", waarna de tune Splanky van Count Basie klonk.

### Verboden uitzending
Brandpunts kritische aanpak leidde soms tot grote problemen. In 1963 dwong de overheid de KRO een uitzending te schrappen toen Brandpunt een interview zou uitzenden met de Franse rechtse politicus Georges Bidault, die in Frankrijk werd gezocht op verdenking van hoogverraad omdat hij zich had gekeerd tegen de Algerijnse onafhankelijkheid en zich had aangesloten bij de terroristische OAS. Om de relatie met Frankrijk niet onder druk te zetten, verbood de regering het interview uit te zenden en dreigde zij de KRO met uitsluiten van de zendtijd. De KRO gaf toe.

### Concurrentie met de VARA
Brandpunt was in een nauwe concurrentiestrijd gewikkeld met VARA's Achter het Nieuws, waarin vooral Herman Wigbold lange tijd de hoofdrol speelde. Ook dit facet droeg bij tot het succes van beide rubrieken.

### Brandpunt in de Markt
Van januari 1982 tot mei 1989 bestond ook het programma Brandpunt in de Markt, dat inspeelde op de groeiende belangstelling voor de toentertijd sukkelende Nederlandse economie. Zo werd vierwekelijks de Thermometer van de economie getoond en organiseerde de redactie een beleggingsspel waaraan tienduizenden kijkers meededen. Het groeiende maatschappelijke respect voor ondernemers, na jaren van verguizing, resulteerde in een aantal marktkraampjes in de studio waarachter ondernemers van een bepaalde branche gesprekken hadden met de presentatoren over hun producten, diensten en innovaties. Het programma was grootser opgezet dan de reguliere uitzendingen, met een studiopubliek en een bijdrage van de cabaretière Tetske van Ossewaarde met teksten en liedjes geschreven door Gregor Frenkel Frank, toegespitst op de ondernemers die te gast waren. Naast ondernemers waren er ook interviews met politici en economische commentatoren. Het hardnekkige gerucht, dat het ministerie van Economische Zaken het programma deels bekostigde in ruil voor invloed op de programma-inhoud, werd enkele jaren na het einde van het programma nog ontkracht door hoofdredacteur Ton Verlind.

## Terugkeer
Op 12 september 2010 keerde Brandpunt terug op de televisie bij de KRO. Het werd vanaf toen wekelijks uitgezonden. In tegenstelling tot vroeger werd het programma niet vanuit de studio uitgezonden maar vanaf locatie. De verslaggevers die als eerste aantraden waren Sven Kockelmann, Wouter Kurpershoek, Fons de Poel en Aart Zeeman. In 2012 werd Liesbeth Staats aan het rijtje toegevoegd en tijdens het seizoen 2012/2013 ook Eva Jinek en Henk van der Aa. In april 2015 moest Fons de Poel gedwongen vertrekken, nadat hij parlementariër Jesse Klaver een 'snotneus' had genoemd wegens diens kritiek op ABN AMRO-topman Rik baron van Slingelandt. De Poel had een commerciële opdracht voor die bank gedaan. In 2018 werd Brandpunt omgedoopt naar Brandpunt+. Dit ging gepaard met een gewijzigde journalistieke invalshoek; men wilde meer verdieping brengen en meer zoeken naar oplossingen van de aangekaarte problemen. In 2018 werd Nadia Moussaid toegevoegd aan het team van verslaggevers. In september 2018 werd bekend dat 24 medewerkers van Brandpunt+ werden ontslagen, omdat het programma moest stoppen als gevolg van bezuinigingen bij de NPO. De laatste uitzending van het programma was op 6 december 2018.

## Documentatie
- Aad van den Heuvel stond aan de wieg van het programma en schreef in 2005 Dit was Brandpunt, goedenavond. Uit het boek blijkt onder meer hoe groot de populariteit van Brandpunt was, en hoe – relatief – groot de invloed van het programma was in de jaren zestig, waarin veel veranderde.
- In 2005 zond de KRO een profiel uit over Ad Langebent, gestorven in 1997, waarin hij als persoon zeer negatief werd beoordeeld – los van zijn erkende journalistieke prestaties.
- Richard Schoonhoven, hoofdredacteur van 1962 tot 1970, schreef in 2010 de geschiedenis van de eerste zeven jaar van Brandpunt, onder de titel Brandpunt, een journalistieke doorbraak.

## Medewerkers
Bekende medewerkers van Brandpunt van 1959-1996 waren onder meer:

op alfabetische volgorde van achternaam
- Sacha de Boer
- Derk Bolt
- Willibrord Frequin
- Martin Fröberg
- Aad van den Heuvel
- Lajos Kalános
- Ad Langebent
- Joost Middelhof
- Willebrord Nieuwenhuis
- Fons de Poel
- Frits van der Poel
- Richard Schoonhoven
- Charl Schwietert
- Ton Verlind

## Wetenswaardigheden
- De beginmelodie van Brandpunt is een combinatie van drumslagen uit Stan Kentons Artistry in Percussion (met op drums Pete Rugolo) en trompetstoten uit African Waltz van het orkest van Johnny Dankworth (Columbia, 1961). De tune werd ingespeeld door een combo onder leiding van Herman Schoonderwalt, die het arrangement noteerde. Vanaf 27 januari 2015 tot aan de laatste aflevering in 2018 werd een door SMP Amsterdam gemaakte melodie gebruikt.[5][6]
- De eindmelodie is een fragment van Splanky van Count Basie.[7]